# Xanthostigma zdravka
Xanthostigma zdravka är en halssländeart som först beskrevs av Popov et al. 1978.  Xanthostigma zdravka ingår i släktet Xanthostigma och familjen ormhalssländor. Inga underarter finns listade i Catalogue of Life.